# Trinity NuAns NEO ［Reloaded］
Trinity NuAns NEO [Reloaded]（トリニティ ニュアンス ネオ リローデッド）は、トリニティ株式会社によって日本国内向けに開発された、第4世代移動通信システム対応のSIMフリーAndroidスマートフォンである。

## 概要
Windows 10 Mobileモデルとして発売されたTrinity NuAns NEOの後継機種にあたる。今回のモデルチェンジより搭載OSをAndroidとした。外形寸法は前機種と同一であるため、前機種に対応して作られたカバーやフリップケースは継続して使うことができる。前機種から比べてスペックは全体的に向上しているほか、外装にも細かな改良が加えられた。
SIMフリースマートフォンであり、かつメーカーによるOSのカスタマイズを極力抑えている一方でFeliCa・おサイフケータイに対応している。前製品から引き続いてストラップホールが搭載されている。新たに指紋認証センサを搭載し、防塵防滴仕様になっている。
SIMフリースマートフォンとしては、対応バンドが豊富であること、au系SIMではVoLTEに対応していることなどもあって、使用できるSIMやMVNOの選択肢が広い。初期状態で端末にセットされているアクセスポイント情報も豊富である。DSDS（デュアルスタンバイ）には対応していない。
NuAns NEO最大の特徴とも言えるCOREコンセプト、いわゆる端末の「着せ替え」は本製品でも健在で、前製品のカバーなどをそのまま流用可能となっている。スマートフォンのデバイス部分である「CORE」に、上下に別れたカバーの「TWOTONE」や手帳型カバーの「FLIP」を別途購入し組み合わせることができる。カバーはその色のみならずコルクやデニム、石材などといった素材レベルで多様な製品が用意されており、これらを付け替えることで同一端末でありながら見た目や質感を大きくカスタマイズすることが可能となっている。カバーの3Dデータは無償で公開されており、個人が3Dプリンタなどで自作カバーを制作することも可能。逆にCORE単体でのカラーバリエーションは存在しない。

## 搭載アプリ
極力カスタマイズを抑えた素の状態のAndroidで提供されているため、UIなどはAndroid標準のものがそのまま使われているほか、初期状態の搭載アプリもごく少ない。
- 各種Googleアプリ（検索、Gmail、Playストア、Music、ムービー、Youtube、日本語入力、ほか）
- 設定、時計、電卓、ダウンロード、電話、連絡先、メッセージ
- FMラジオ
- カメラ
- おサイフケータイ

## アップデート
2017年6月9日（発売日）
aptX/aptX HD対応、カメラ機能の向上、その他使い勝手の向上や調整
2017年11月9日
Android 7.1.2へのアップデート、Jアラート受信、不具合修正など
2018年11月15日
Android 8.1.0へのアップデート、カメラ画質調整、不具合修正など
詳細はリリースノート参照。